# 滑津橋
滑津橋（なめつはし）は、福島県西白河郡中島村にある阿武隈川に架かる福島県道137号泉崎石川線道路橋である。

## 概要
- 全長：152.6 m
  - 主径間：29.6 m
- 幅員：7.25 m (10.0 m)[1]
- 形式：5径間PCポステンT桁橋
- 竣工：1986年[2]

中島村東端を流れる一級河川阿武隈川を渡る。西詰は中島村滑津字代畑川原に位置し、西側では福島県道139号母畑白河線と交差する。東詰は中島村滑津字代畑川原と石川郡石川町新屋敷大字石船との郡町村境に位置する。橋上は上下対向2車線で供用され、下り線側に歩道が設置されている。橋梁付近には滑津水位観測所が設置されており、すぐ下流にて支流の泉川が阿武隈川に合流している。旧橋梁が幅員狭小で、前後の区間の線形も悪く交通の隘路となっていたために1981年度より地方道橋梁整備事業により架替が行われた。総事業費は4億900万円。

## 沿革
- 1935年（昭和10年） - 幅員4.5 mのRC桁橋として架けられる。
- 1986年（昭和61年） - 現在の橋が竣工する。

## 周辺
- 白山吡咩神社
- 大段稲荷神社
- 大壇古墳群

## 隣の橋
- 阿武隈川

（上流） - 常陸橋 - 吉岡橋 - 滑津橋 - 明神橋 - 川の目橋 - （下流）